# Eriothrix apenninus
Eriothrix apenninus là một loài ruồi trong họ Tachinidae.